# Gia tin Evropi
Gia tin Evropi, "För Europa", var ett politiskt parti som grundades av Yiannakis Matsis inför Europaparlamentsvalet 2004. Partiet fick 10,8 % i valet och blev således det fjärde största partiet på Cypern. Med 37 rösters övervikt erhöll partiet ett mandat i Europaparlamentet. Yiannakis Matsis blev invald och anslöt sig till Gruppen för Europeiska folkpartiet (kristdemokrater) och Europademokrater (EPP-ED). Partiet upplöstes i och med bildandet av Evropaiko Komma ("Europeiska partiet").